# 全美貞
全 美貞（ジョン・ミジョン、朝鮮語: 전 미정、英語: Jeon Mi-Jeong、1982年11月1日 - ）は、大韓民国・大田広域市出身の女子プロゴルファーである。所属フリー。

## 来歴
儒城高等学校卒業。
中学生時代はローラースケート（インラインスケート）をしていたが、15歳より父の勧めでゴルフを始める。
ゴルフを始めて4年後の2001年に韓国女子プロゴルフ協会（KLPGA）に入会しプロ転向。
2002年、KLPGAツアーメジャー大会「KLPGA選手権」で同ツアー初優勝。
2003年、KLPGAツアー「パラダイス女子インビテーショナル」優勝、同年の年間獲得賞金ランキング（賞金ランク）で2位となる。
2004年に日本女子プロゴルフ協会（JLPGA）ファイナルクォリファイングトーナメント（QT）で24位となり、翌シーズンのJLPGAツアー出場資格を得た。
2005年からファイナルQT進出者の資格で単年登録選手として（プロテスト合格までの間）からJLPGAツアーに参戦、同年賞金ランク12位で同ツアーで自身初のシード入りを果たす。
2006年は7月9日最終日の「Meijiチョコレートカップ」でJLPGAツアー初優勝を果たすと、2週間後の7月23日最終日の「フィランソロピー LPGAプレイヤーズ チャンピオンシップ」で同ツアー2勝目。その後7月27日最終日のJLPGA最終プロテストに合格し、同年8月1日付で同会入会（インターナショナルプロフェッショナル会員）、JLPGA78期生となる。同年は10月の「富士通レディース」でも優勝し、賞金ランク2位となる。
2007年、「屋島クイーンズゴルフトーナメント」、「サロンパスワールドレディスゴルフトーナメント」、「ヴァーナルレディース」を勝ち、これがJLPGAツアー史上初の3週連続優勝となった。同年は「樋口久子IDC大塚家具レディス」にも優勝。
2008年2勝、2009年4勝、2010年3勝（詳細下記）。
2011年、「LPGAツアーチャンピオンシップリコーカップ」において、初日から首位を守る完全優勝でJLPGAツアー公式戦初優勝を果たす。
2012年は「リゾートトラストレディス」、「日医工女子オープンゴルフトーナメント」、「CAT Ladies」、「樋口久子 森永製菓ウイダーレディス」と年間4勝を挙げ自身初の賞金女王に輝いた。
2013年1勝、2016年2勝、2017年1勝（詳細下記）。
2019年1月、KLPGAと台湾女子プロゴルフ協会共催の「台湾女子オープン」で優勝。同年はJLPGAツアーでの優勝はなかったものの、賞金ランク26位となり、参戦初年度の2005年から15年連続で賞金シード入りを果たす。

## 優勝歴

### JLPGA（25）
※日本女子プロゴルフ協会プロフィールページに基づく、大会名は優勝当時で表記し、太字は公式戦である。
- 2006年：Meijiチョコレートカップ、フィランソロピー LPGAプレイヤーズ チャンピオンシップ、富士通レディース
- 2007年：屋島クイーンズゴルフトーナメント、サロンパスワールドレディスゴルフトーナメント、ヴァーナルレディース、樋口久子IDC大塚家具レディス
- 2008年：リゾートトラストレディス、カゴメ フィランソロピー LPGAプレイヤーズ チャンピオンシップ
- 2009年：リゾートトラストレディス、明治チョコレートカップ、ヨネックスレディスゴルフトーナメント、樋口久子IDC大塚家具レディス
- 2010年：ヨネックスレディスゴルフトーナメント、ニチレイレディス、マンシングウェアレディース東海クラシック
- 2011年：LPGAツアーチャンピオンシップリコーカップ
- 2012年：リゾートトラストレディス、日医工女子オープンゴルフトーナメント、CAT Ladies、樋口久子 森永製菓ウイダーレディス
- 2013年：ヨコハマタイヤゴルフトーナメント PRGRレディスカップ
- 2016年：サマンサタバサ ガールズコレクション・レディーストーナメント、NOBUTA GROUP マスターズGCレディース
- 2017年：ヨコハマタイヤゴルフトーナメント PRGRレディスカップ

### KLPGA（3）
※韓国女子プロゴルフ協会プロフィールページに基づく、大会名は優勝当時で表記し、太字はメジャー大会である。
- KLPGA選手権（2003）
- パラダイス女子インビテーショナル（2004）
- 台湾女子オープン（2019）※KLPGAと台湾女子プロゴルフ協会共催

## 出演
- 水巻善典・全美貞のゴルフスイングの真実～これがわかればうまくなる～（2008年放送・全13回、NHK-BShi/NHK-BS1）
- ジャンクSPORTS（2010年1月24日、フジテレビ）